# Liste des automobiles Lamborghini
Cette liste des automobiles Lamborghini regroupe les automobiles construites par le constructeur automobile italien Lamborghini classées par ordre chronologique.

## Modèles

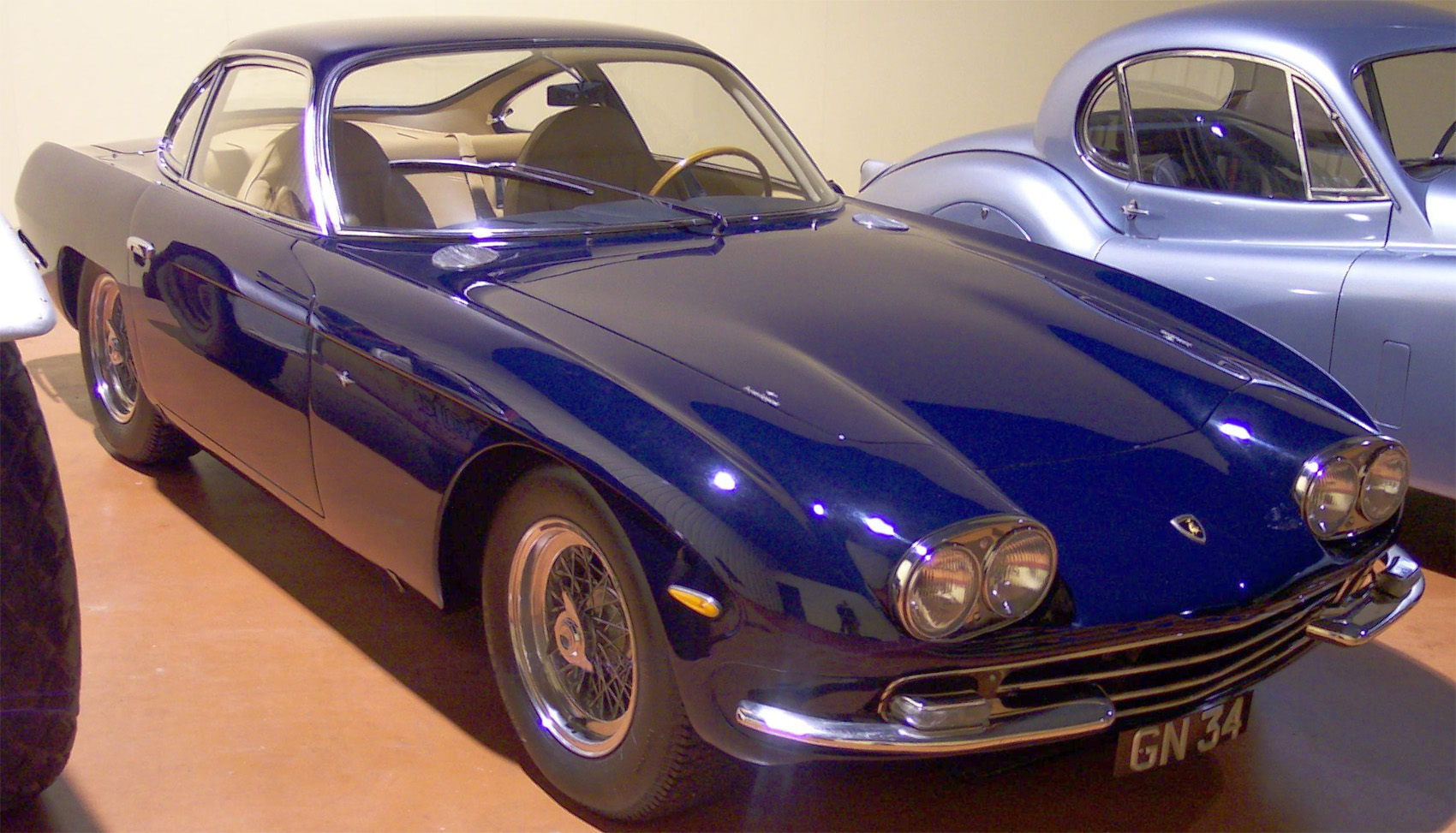
Première Lamborghini 350 GT de 1964.

### De 1963 à 1969
- Lamborghini 350 GT (1964 à 1966)
- Lamborghini 400 GT (1966 à 1967)

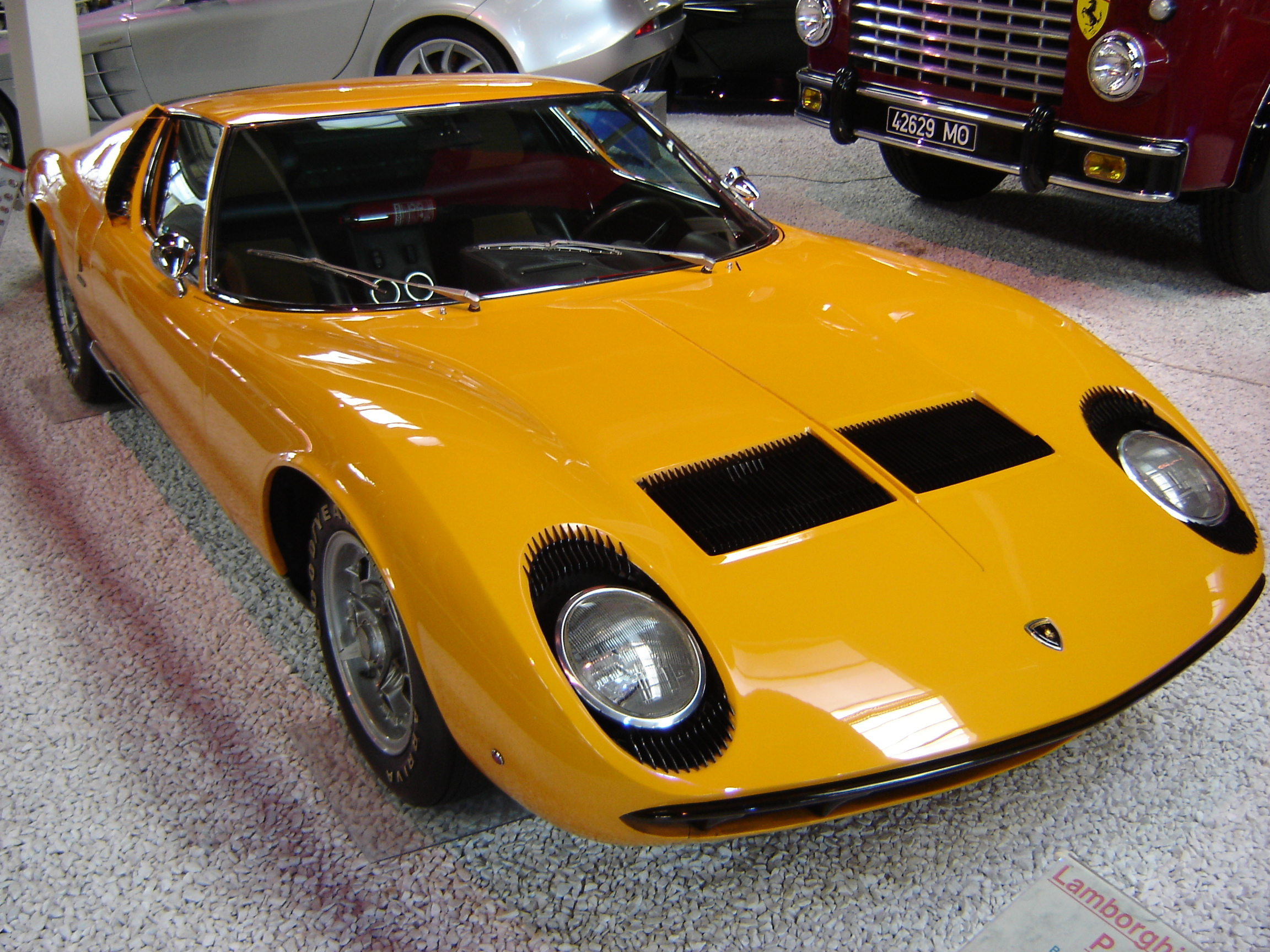
Lamborghini Miura de 1966.

- Lamborghini 400 GT 2+2 (1966 à 1968)
- Lamborghini P400 Miura (1966 à 1969)
- Lamborghini Islero (1966 à 1969)
- Lamborghini Espada Série I (400 GT, 1968 à 1969)
- Lamborghini Espada Série II (400 GTE, 1969 à 1972)
- Lamborghini P400 Miura S (1969 à 1971)
- Lamborghini Islero S (1969 à 1970)

### De 1970 à 1979
- Lamborghini Espada Série III (400 GTE, 1972 à 1978)
- Lamborghini 400 GT Jarama (1970 à 1972)
- Lamborghini P250 Urraco (1972 à 1976)
- Lamborghini P400 Miura SV (1971 à 1972)
- Lamborghini P400 Miura SVJ (1972)
- Lamborghini 400 GTS Jarama (1972 à 1976)
- Lamborghini LP400 Countach (1974 à 1978)
- Lamborghini P200 Urraco (1975 à 1977)
- Lamborghini P300 Urraco (1974 à 1979)
- Lamborghini Silhouette (1976 à 1979)
- Lamborghini LP400 S Countach (1978 à 1982)

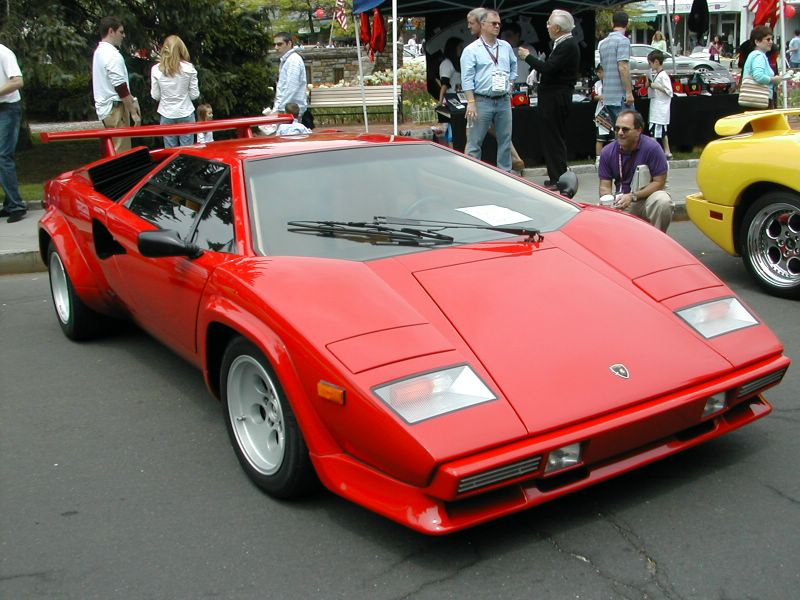
Lamborghini Countach LP 500 S de 1982.

### De 1980 à 1989
- Lamborghini Jalpa P350 (1981 à 1988)
- Lamborghini LP 500 S Countach (1982 à 1985)
- Lamborghini LP 500 Countach QuattroValvole (1985 à 1988)
- Lamborghini LM002 (SUV, 1986 à 1993)
- Lamborghini Design 90 (1986, moto très rare produite à 6 exemplaires)
- Lamborghini Countach 25e anniversaire (1988 à 1990)

### De 1990 à 1999
- Lamborghini Diablo (1990 à 1998)

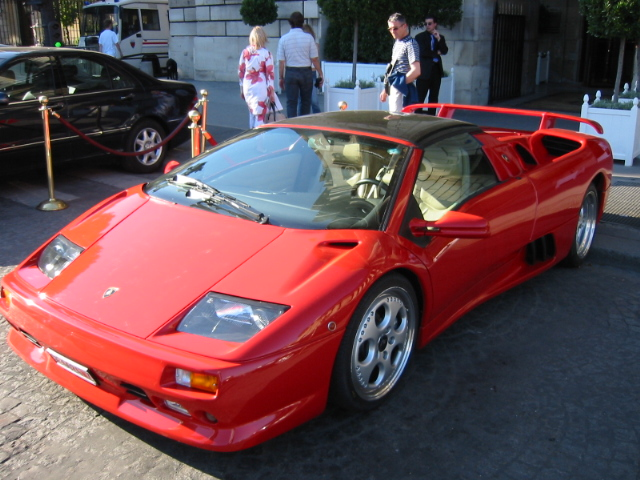
Lamborghini Diablo VT 2e série de 1990.

- Lamborghini Diablo VT (1993 à 1998)
- Lamborghini Diablo SE30 (1993)
- Lamborghini Diablo SE30 Jota (1995)
- Lamborghini Diablo VT Roadster (1995 à 1998)
- Lamborghini Diablo SV (1995 à 1998)
- Lamborghini Diablo SV Roadster (1998)
- Lamborghini Diablo SV Monterey (1998)
- Lamborghini Diablo SV 35 th (1998) 9 coupés et 3 roadsters (non officiel)
- Lamborghini Diablo SV Alpine Edition (1999)
- Lamborghini Diablo VT (1999)
- Lamborghini Diablo SV (1999)
- Lamborghini Diablo VT Roadster (1999)
- Lamborghini Diablo GT (1999-2000)
- Lamborghini Diablo VT Roadster Momo Edition (1999)

### De 2000 à 2009
- Lamborghini Diablo GTR (2000)

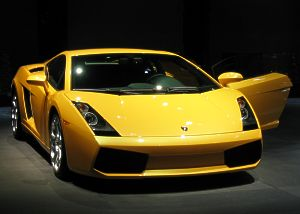
Lamborghini Gallardo de 2003.

- Lamborghini Diablo Millennium Roadster (2000)
- Lamborghini Diablo VT 6.0 SE / Millennium  (2000, 35 ex.)
- Lamborghini Diablo VT 6.0 (2000 à 2001)
- Lamborghini Murciélago, 6.2L 580 ch (Salon de Francfort 2001 ; commercialisation à partir de 2002) - (2001 à 2006)
- Lamborghini Gallardo 5.0, 500 ch (2003 à 2008) (500 ch jusqu'à 2005 puis 520 ch)
- Lamborghini Murciélago 40th Anniversary, 580 ch (2003, 50 ex.)
- Lamborghini Murciélago Roadster, 580 ch
- Lamborghini Murciélago R-GT (Salon de Francfort 2005)
- Lamborghini Gallardo Concept S (2005, 1 ex.)
- Lamborghini Gallardo SE, 520 ch (2005, 250 exemplaires)
- Lamborghini Gallardo Spyder, 520 ch (Salon de Francfort, 2005) - (2005 - 2008)
- Lamborghini Gallardo 5.0, 520 ch (2006 à Mars 2008 - 7 000 ex.)
- Lamborghini Murciélago LP 640, 640 ch (Salon de Genève 2006) - (2006 - 2011)
- Lamborghini Gallardo Nera - (Salon de Paris, 2006) - (2006, 185 exemplaires)
- Lamborghini Murciélago LP 640 Versace (Salon de Paris, 2006) - (2006, 20 exemplaires)
- Lamborghini Murciélago LP 640 Roadster (Salon de Detroit, 2006) - (2006 - 2011)
- Lamborghini Murciélago LP 640 Roadster Versace (Miami, 2007) - (2007, 15 exemplaires)
- Lamborghini Gallardo Superleggera, 530 ch (Salon de Genève, 2007) - (2007 / mars 2008)
- Lamborghini Murciélago LP650-4 Roadster, 650 ch (2009, 50 exemplaires)
- Lamborghini Reventón, 650 ch (Salon de Francfort, 2007) (2007, 20 exemplaires numérotés)
- Lamborghini Gallardo LP 560-4, 560 ch (Salon de Genève 2008, 2008 -)
- Lamborghini Murciélago LP 670-4 Super Veloce, 670 ch (Salon de Genève 2009, 350 exemplaires numérotés)
- Lamborghini Gallardo LP 550-2 Valentino Balboni, 550 ch
- Lamborghini Reventón Roadster, 670 ch (Salon de Francfort, 2009) (2009 - 2010, 15 exemplaires)

### De 2010 à 2019

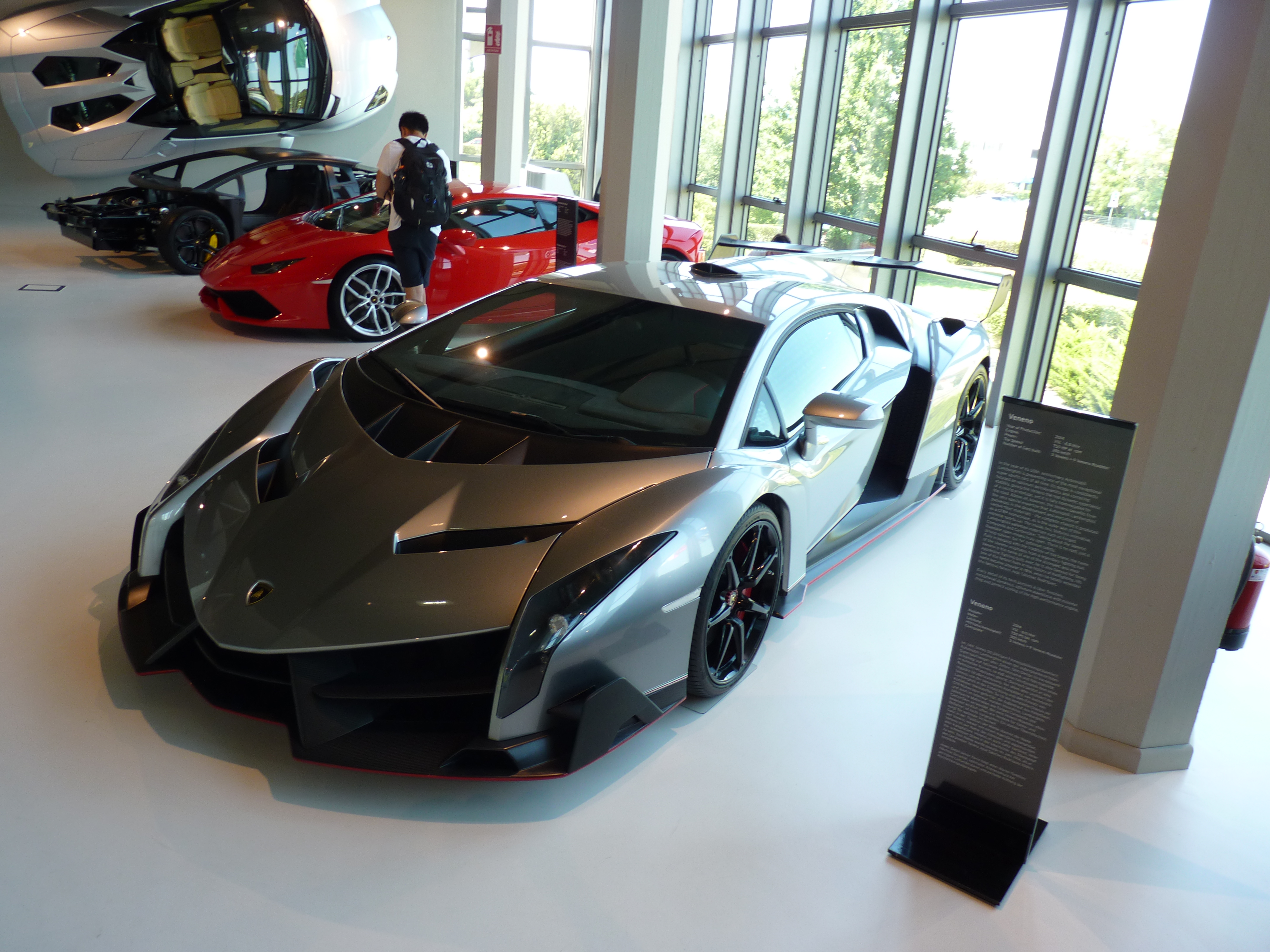
Lamborghini Veneno.

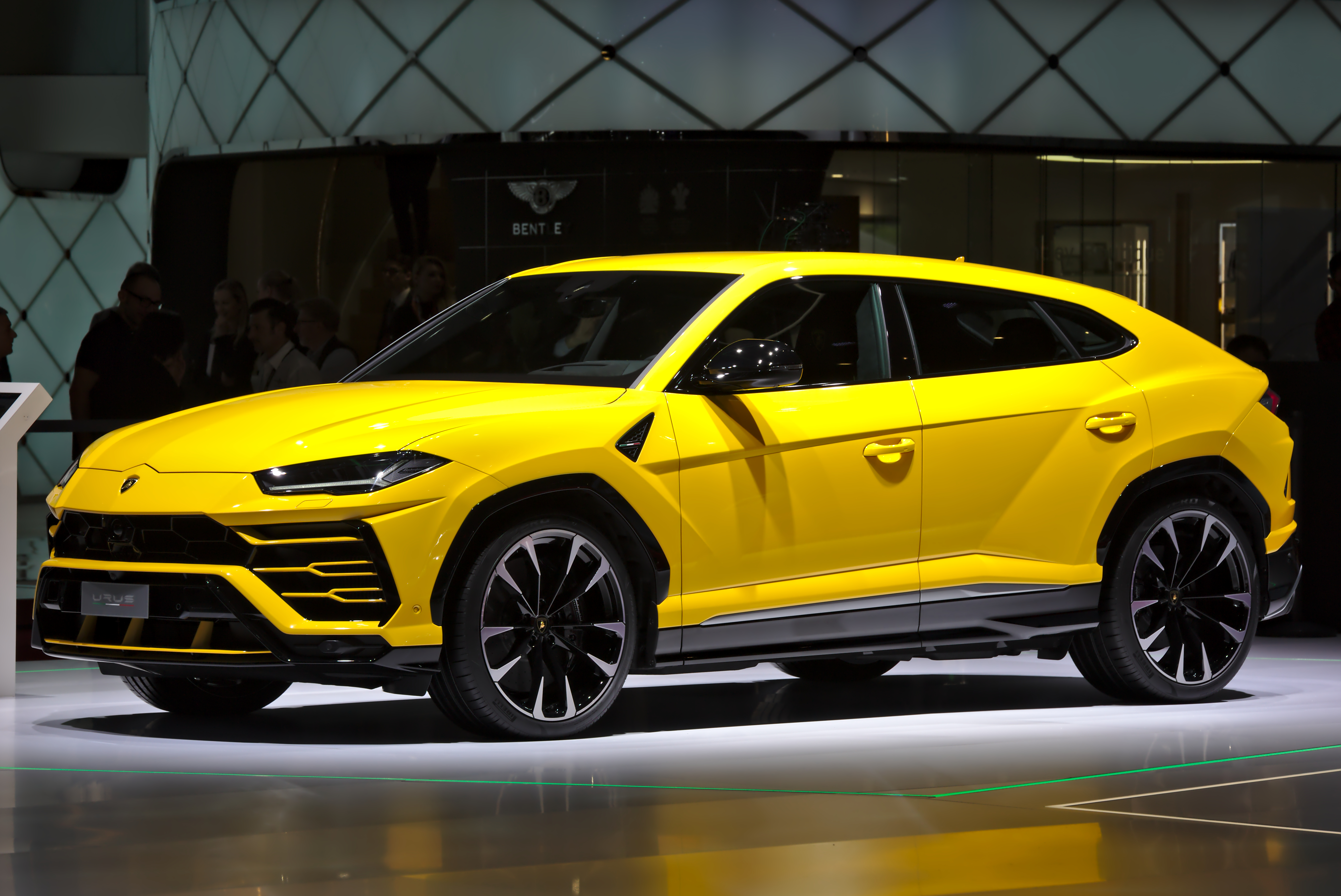
Lamborghini Urus.

- Lamborghini Gallardo LP570-4 Superleggera 570 ch (salon de Genève 2010)
- Lamborghini Aventador LP700-4, 700 ch (Salon de Genève 2011)
- Lamborghini Aventador LP700-4 Roadster, 700 ch (Salon de Genève 2012)
- Lamborghini Veneno, 750 ch (Salon de Genève 2013) (3 coupés et 9 roadsters)
- Lamborghini Sesto Elemento 570 ch (2013, 20 exemplaires (non homologué route))
- Lamborghini Huracán LP610-4 Coupé, 610 ch (à partir de 2014)
- Lamborghini Huracán LP620-2 Super Trofeo, 620 ch (2014)
- Lamborghini 5-95 Zagato, 570 ch (2014)
- Lamborghini Aventador LP750-4 SV Coupé, 750 ch (2015, 600 exemplaires)
- Lamborghini Aventador LP750-4 SV Roadster, 750 ch (2015, 500 exemplaires)
- Lamborghini Huracán Spyder LP610-4, 610 ch (salon de Francfort 2015)
- Lamborghini Huracán LP580-2, 580 ch (2015)
- Lamborghini Centenario LP770-4, 770 ch (2016, 40 exemplaires (20 coupés et 20 roadsters)
- Lamborghini Aventador Miura Homage (2016, 50 coupés).
- Lamborghini Huracán LP610-4 Avio, 610 ch (2016, 250 exemplaires)
- Lamborghini Aventador S, 740 ch (2017)
- Lamborghini Huracán Performante, 640 ch (Salon de Genève 2017)
- Lamborghini Aventador S Roadster, 740 ch (Salon de Francfort 2017)
- Lamborghini Urus, 650 ch (2018)
- Lamborghini Huracán Performante Spyder, 640 ch (Salon de Genève 2018)
- Lamborghini Aventador SVJ, 770 ch (Pebble Beach Concours d'Elegance 2018)
- Lamborghini SC18 Alston, 770 ch (2018)
- Lamborghini 5-95 Zagato Spyder, 570 ch (2018)
- Lamborghini Aventador SVJ Roadster, 770 ch (2019)
- Lamborghini Huracán Evo, 640 ch (2019)

### De 2020 à aujourd'hui
- Lamborghini Sián, 819 ch, (2020, 63 exemplaires)[1]
- Lamborghini Sián Roadster, 819 ch, (2020, 19 exemplaires)
- Lamborghini Huracán STO, 631 ch, (2020)
- Lamborghini Essenza SCV12, 830 ch, (2020, 40 exemplaires)
- Lamborghini SC20, 770 ch (2020)
- Lamborghini Countach LPI 800-4, 814 ch, (2021, 112 exemplaires)
- Lamborghini Aventador Ultimae, 780 ch (2021)
- Lamborghini Aventador Ultimae Roadster, 780 ch (2021)
- Lamborghini Huracán Tecnica, 640 ch (2022)
- Lamborghini Urus Performante, 666 ch (2022)
- Lamborghini Urus S, 666 ch (2022)
- Lamborghini Huracán Sterrato, 610 ch (2022)
- Lamborghini Invencible, 780 ch (2023)
- Lamborghini Autentica, 780 ch (2023)
- Lamborghini Revuelto, 1015 ch (2023)
- Lamborghini Lanzador, 1359 ch (2023)
- Lamborghini Temerario, 920 ch (2024)
- Lamborghini Fenomeno 1080 ch (2025)

## Concepts cars
- Lamborghini 350 GTV (premier prototype de la marque, présenté au salon de Turin 1963)
- Lamborghini Marzal (salon de Genève 1967)
- Lamborghini Bravo 1974
- Lamborghini Calà 1995
- Lamborghini Raptor 1996
- Lamborghini LM003 1997
- Lamborghini Pregunta 1998
- Lamborghini Canto 1999
- Lamborghini Miura Concept (salon de Détroit 2006)
- Lamborghini Estoque (Mondial de l'automobile de Paris 2008)
- Lamborghini Insecta (2009 → aucun lien avec la société Lamborghini)
- Lamborghini Minotauro  (concept car virtuel présenté en 2010, aucun exemplaire construit → aucun lien avec la société Lamborghini)
- Lamborghini Sesto Elemento (Mondial de l'automobile de Paris 2010)
- Lamborghini Urus Concept (Salon automobile de Pékin 2012)
- Lamborghini Aventador J (Salon international de l'automobile de Genève 2012, un exemplaire vendu 2,8 millions de $ en 2012)
- Lamborghini Egoista (50e anniversaire de la marque, 2013)
- Lamborghini Asterion LPI 910-4 Concept (Hybrid[2] présenté au Mondial de l'automobile de Paris 2014)
- Lamborghini Terzo Millennio concept (2018)

## Jeux vidéo
- Lamborghini V12 Vision Gran Turismo (2019)[3]
- GTA V et GTA Online sous le nom de « Pegassi »
- The Crew Motorfest (2023)
- Forza (Motorsport ou Horizon)
- Asseto Corsa